# Savoillan
Savoillan – miejscowość i gmina we Francji, w regionie Prowansja-Alpy-Lazurowe Wybrzeże, w departamencie Vaucluse.
Według danych na rok 1990 gminę zamieszkiwało 49 osób, a gęstość zaludnienia wynosiła 6 osób/km² (wśród 963 gmin regionu Prowansja-Alpy-W. Lazurowe Savoillan plasuje się na 739. miejscu pod względem liczby ludności, natomiast pod względem powierzchni na miejscu 742.).

## Populacja

Populacja Savoillan w latach 1962–2008